# Justicia praecox
Justicia praecox är en akantusväxtart som först beskrevs av Milne-redhead, och fick sitt nu gällande namn av Milne-redhead. Justicia praecox ingår i släktet Justicia och familjen akantusväxter. Inga underarter finns listade i Catalogue of Life.